# Demir Demirev
Demir Manolov Demirev (in bulgaro Демир Манолов Демирев?; 31 agosto 1984) è un sollevatore bulgaro, vincitore di due medaglie di bronzo ai campionati mondiali di sollevamento pesi nella categoria 69 chilogrammi..

## Doping nel 2008
Demirev è risultato positivo agli seroidi durante un controllo antidoping del 2008 effettuato al di fuori dalle competizioni. Al controllo sono risultati positivi altri dieci pesisti: Ivailo Filev, Alan Cagaev, Mehmed Fikretov, Ivan Stoitsov, Ivan Markov, Georgi Markov, Veličko Čolakov, Milka Maneva, Donka Mincheva e Gergana Kirilovae. La federazione della Bulgaria, in considerazione del risultato, ha deciso di ritirare la squadra dai Giochi olimpici di Pechino 2008.

## Doping nel 2015
Nel mese di marzo 2015 durante dei controlli agli europei di Tblisi è di nuovo coinvolto in un caso di doping. Assieme a lui sono risultati positivi ai test anche altri 10 atleti bulgari tra cui campioni d'Europa 2014 Ivan Markov e Ivaylo Filev e Milka Maneva. La International Weightlifting Federation (IWF) visto il risultato dei test decide per l'esclusione della squadra bulgara dai Giochi olimpici di Rio de Janeiro 2016.

## Palmarès
- Campionati mondiali di sollevamento pesi

Santo Domingo 2006: bronzo 69 kg
Chiang Mai 2007: bronzo 69 kg
- Campionati europei di sollevamento pesi

Sofia 2005: oro 69 kg
Władysławowo 2006: oro 69 kg.